# Kult (гурт)
Kult (пол. Культ) — польський рок-гурт, створений 1982 у Варшаві Казимиром Сташевським та Пйотром В'єтескою на основі гурту Novelty Poland. Грає головним чином альтернативний рок. Гурт вирізняється характерним, впізнаваним звучанням клавішних та духових інструментів, а також голосом і текстами вокаліста Казімєжа Сташевського.

## Склад

### Поточний
(Станом на серпень 2010)
- Казімєж Сташевський (Kazimierz Staszewski) — тексти, спів, саксофони, семплер (від 1982)
- Пйотр Моравець (Piotr Morawiec) — гітари, банджо (1982; 1983–1987; 1988–1989; від 1989)
- Януш Ґрудзинський (Janusz Grudziński) — клавішні, гітари, віолончель, вібрафон (1982–1987; 1989–1998; від 1999)
- Іренуш Веренський (Ireneusz Wereński) — бас-гітара (від 1986)
- Томаш Ґехс (Tomasz Goehs) — ударні (від 1998)
- Януш Здунек (Janusz Zdunek) — труба (від 1998)
- Томаш Ґлазік (Tomasz Glazik) — теноровий саксофон (від 2003)
- Войцех Яблонський (Wojciech Jabłoński) — гітари (від 2008)
- Ярослав Важни (Jarosław Ważny) — тромбон (від 2008)

### Колишні учасники
- Пйотр В'єтеска (Piotr Wieteska) — бас-гітара (1982–1986)
- Тадеуш Баган (Tadeusz Bagan) — гітара (1982)
- Даріуш Ґєршевський (Dariusz Gierszewski) — ударні (1982)
- Норберт Козакевич (Norbert Kozakiewicz) — ударні (1982–1983)
- Алек Янушевський (Alek Januszewski) — гітара (1982)
- Пйотр Клат (Piotr Klatt) — гітара (1983)
- Яцек Шимоняк (Jacek Szymoniak) — клавішні, труба (1983–1986)
- Тадеуш Кісєлінський (Tadeusz Kisieliński) — ударні (1984–1988)
- Павел Шнайца (Paweł Szanajca) — саксофон (1986–1988)
- Славомір Пєтшак (Sławomir Pietrzak) — гітари (1987–1989)
- Пйотр Фальковський (Piotr Falkowski) — ударні (1988–1989)
- Рафал Квасневський (Rafał Kwaśniewski) — гітара (1988–1989)
- Кшиштоф Банасік (Krzysztof Banasik) — валторна, труба, гітари, клавішні, губна гармоніка, ситар (1988–2008)
- Маріуш Маєвський (Mariusz Majewski) — ударні (1989–1991)
- Анджей Шиманьчак (Andrzej Szymańczak) — ударні (1991–1998)
- Яцек Родзевіч (Jacek Rodziewicz) — клавішні, саксофон (1998–1999)

## Дискографія
Студійні альбоми
| Рік  | Назва                               | Видавець                            |
| ---- | ----------------------------------- | ----------------------------------- |
| 1987 | Kult                                | Polton, S.P. Records                |
| 1987 | Posłuchaj to do ciebie              | Klub Płytowy Razem, S.P. Records    |
| 1988 | Spokojnie                           | Polton, S.P. Records                |
| 1989 | Kaseta                              | Arston, S.P. Records                |
| 1989 | Tan                                 | Polton, S.P. Records                |
| 1990 | 45-89                               | Arston, Bogdan Studio, S.P. Records |
| 1991 | Your Eyes                           | Zic-Zac, S.P. Records               |
| 1993 | Tata Kazika                         | S.P. Records                        |
| 1994 | Muj wydafca                         | S.P. Records                        |
| 1996 | Tata 2                              | S.P. Records                        |
| 1998 | Ostateczny krach systemu korporacji | S.P. Records                        |
| 2001 | Salon Recreativo                    | S.P. Records                        |
| 2005 | Poligono Industrial                 | S.P. Records                        |
| 2009 | Hurra!                              | S.P. Records                        |
| 2013 | Prosto                              | S.P. Records                        |
| 2016 | Wstyd                               | S.P. Records                        |
| 2016 | Wstyd. Suplement 2016               | S.P. Records                        |
| 2021 | Ostatnia płyta                      | S.P. Records                        |

Концертні альбоми
| Рік  | Назва                | Видавець             |
| ---- | -------------------- | -------------------- |
| 1989 | Tan                  | Arston, S.P. Records |
| 2010 | MTV Unplugged – Kult | S.P. Records         |
| 2017 | Made in Poland       | S.P. Records         |
| 2017 | Made in Poland II    | S.P. Records         |